# 拜州
拜州是索馬里南部的一個州，位於朱巴河和謝貝利河之間。面積35,156平方公里。首府拜达博。